# Exsula flavomaculata
Exsula flavomaculata är en fjärilsart som beskrevs av Clayton Dissinger Mell 1936. Exsula flavomaculata ingår i släktet Exsula och familjen nattflyn. Inga underarter finns listade i Catalogue of Life.